# Champagne-sur-Vingeanne
Champagne-sur-Vingeanne és un municipi francès, situat al departament de la Costa d'Or i a la regió de Borgonya - Franc Comtat. L'any 2007 tenia 243 habitants.

## Demografia

### Població
El 2007 la població de fet de Champagne-sur-Vingeanne era de 243 persones. Hi havia 104 famílies, de les quals 24 eren unipersonals (8 homes vivint sols i 16 dones vivint soles), 44 parelles sense fills, 28 parelles amb fills i 8 famílies monoparentals amb fills.
La població ha evolucionat segons el següent gràfic:
Habitants censats

### Habitatges
El 2007 hi havia 143 habitatges, 103 eren l'habitatge principal de la família, 37 eren segones residències i 3 estaven desocupats. 137 eren cases i 4 eren apartaments. Dels 103 habitatges principals, 90 estaven ocupats pels seus propietaris, 11 estaven llogats i ocupats pels llogaters i 2 estaven cedits a títol gratuït; 4 tenien dues cambres, 11 en tenien tres, 29 en tenien quatre i 58 en tenien cinc o més. 72 habitatges disposaven pel capbaix d'una plaça de pàrquing. A 38 habitatges hi havia un automòbil i a 53 n'hi havia dos o més.

### Piràmide de població
La piràmide de població per edats i sexe el 2009 era:
| Homes | Edats   | Dones |
| ----- | ------- | ----- |
| 0     | 95 o +  | 0     |
| 0     | 90 a 94 | 4     |
| 0     | 85 a 89 | 0     |
| 4     | 80 a 84 | 4     |
| 4     | 75 a 79 | 8     |
| 4     | 70 a 74 | 12    |
| 0     | 65 a 69 | 4     |
| 4     | 60 a 64 | 8     |
| 12    | 55 a 59 | 0     |
| 16    | 50 a 54 | 12    |
| 4     | 45 a 49 | 8     |
| 4     | 40 a 44 | 12    |
| 4     | 35 a 39 | 4     |
| 4     | 30 a 34 | 0     |
| 16    | 25 a 29 | 4     |
| 0     | 20 a 24 | 12    |
| 16    | 15 a 19 | 8     |
| 12    | 10 a 14 | 20    |
| 4     | 5 a 9   | 12    |
| 4     | 0 a 4   | 0     |

## Economia
El 2007 la població en edat de treballar era de 159 persones, 117 eren actives i 42 eren inactives. De les 117 persones actives 107 estaven ocupades (58 homes i 49 dones) i 10 estaven aturades (5 homes i 5 dones). De les 42 persones inactives 17 estaven jubilades, 14 estaven estudiant i 11 estaven classificades com a «altres inactius».

### Ingressos
El 2009 a Champagne-sur-Vingeanne hi havia 113 unitats fiscals que integraven 271,5 persones, la mediana anual d'ingressos fiscals per persona era de 18.054 €.

### Activitats econòmiques
Dels 6 establiments que hi havia el 2007, 3 eren d'empreses de construcció, 1 d'una empresa d'hostatgeria i restauració i 2 d'empreses de serveis.
Dels 3 establiments de servei als particulars que hi havia el 2009, 1 era un paleta, 1 guixaire pintor i 1 restaurant.
L'any 2000 a Champagne-sur-Vingeanne hi havia 10 explotacions agrícoles que ocupaven un total de 498 hectàrees.

## Poblacions més properes
El següent diagrama mostra les poblacions més properes.